# Emilia Juliana de Barby-Mühlingen
Emilia Juliana de Barby-Mühlingen (en alemán, Æmilie Juliane von Barby-Mühlingen; Heidecksburg, 19 de agosto de 1637-Rudolstadt, 3 de diciembre de 1706) fue una condesa de Schwarzburgo-Rudolstadt por matrimonio y escritora de himnos alemana.

## Biografía
Emilia Juliana era una hija del conde Alberto Federico I de Barby-Mühlingen y de su esposa, Sofía Úrsula de Oldenburgo-Delmenhorst. Durante la guerra de los Treinta Años, su padre y su familia se vieron obligados a buscar refugio en el castillo de Heidecksburg en Rudolstadt, que pertenecía a su tío, el conde Luis Gunter I de Schwarzburgo-Rudolstadt, y Emilia nació ahí. Después de la muerte de su padre (1641) y su madre (1642), Emilia Juliana fue adoptada por su tía, Emilia de Oldemburgo, quien también era su madrina y se había convertido en esposa del conde Luis Gunter I. Emilia Juliana fue educada en Rudolstadt con sus primos bajo el cuidado de Dr. Ahasuerus Fritsch y otros profesores.
El 7 de julio de 1665 contrajo matrimonio con su primo, el conde Alberto Antonio de Schwarzburgo-Rudolstadt. Fue la escritora alemana de himnos más prolífica, se le atribuyen alrededor de 600 himnos. Sus himnos se caracterizan por mostrar un amor profundo a su Salvador. Publicó Geistliche Lieder, etc., Rudolstadt, 1683; Kuhlwasser in grosser Hitze des Creutzes, Rudolstadt, 1685; Tägliches Morgen- Mittags- und Abendopfer, Rudolstadt, 1685.